# Sérgio Marques (jornalista)
Sérgio Eduardo Marques (Juruaia, 9 de agosto de 1994) é um jornalista brasileiro. É formado em Comunicação Social pela PUC Minas e atualmente é repórter e apresentador na TV Globo Minas, em Belo Horizonte.

## Biografia
É natural de Juruaia, cidade de pouco mais de 10 mil habitantes, localizada na região Sul de Minas Gerais. Aos 14 anos, em 2008, foi o vencedor do concurso de redação EPTV na Escola, iniciativa promovida pelo Grupo EP, cujo prêmio era a produção de uma reportagem exibida na programação da EPTV Sul de Minas, afiliada da Globo, além de visita às instalações da emissora.
Em agosto de 2012, Sérgio mudou-se para Belo Horizonte para estudar jornalismo. Durante a faculdade, foi estagiário de redação no Jornal MARCO, jornal-laboratório da Faculdade de Comunicação e Artes, durante um ano, seguindo para um período de estágio em assessoria de comunicação.
Em 2015, entrou para o grupo de estagiários da PUC TV Minas, inicialmente apresentando o programa Esportes Gerais. Depois, foi apresentador do programa Espaço PUC, considerado o principal programa da então emissora de TV Universitária, com transmissão simultânea na TV Horizonte. Também era apresentador eventual do boletim de notícias Giro PUC TV, além de coberturas especiais como a do vestibular da PUC Minas, no programa Conexão Vestibular. 

### Carreira

#### TV Aparecida
Logo após sua formatura, em julho de 2016, foi contratado pela TV Aparecida para atuar na reportagem do programa Bem-vindo Romeiro, exibido nas manhãs de segunda à sexta da emissora do interior de São Paulo.
Com a contratação de Maria Cândida para o time de apresentadores da TV Aparecida, Sérgio foi convidado para ser o repórter do novo programa de variedades Manhã Leve, que estreou em abril de 2017. No matinal, Marques fez reportagens especiais em diversos estados do Brasil, além de participar da cobertura das comemorações dos 300 anos da aparição de Nossa Senhora Aparecida.

#### TV Globo Minas
Em agosto de 2017, após um ano de trabalho na emissora em Aparecida, Sérgio retorna para Belo Horizonte para atuar na TV Globo Minas, inicialmente como repórter e apurador da madrugada. Em 2019, deixa o posto fixo nas madrugadas e passa a integrar a escala diurna de reportagem.
Em janeiro de 2019, Sérgio começa a ganhar projeção nacional ao participar da cobertura da Tragédia de Brumadinho, ficando responsável pelos boletins ao vivo na entrada do Hospital João XXIII. O plantão durou o todo o sábado e foram realizadas entradas em diversos programas da emissora, gerando repercussão entre os telespectadores pelo trabalho de mais de 15 horas consecutivas. 
Em outubro de 2019, após participar de testes de apresentação no estúdio, foi convidado para ser um dos co-apresentadores da emissora, sendo responsável pelas notícias de trânsito e clima no Bom Dia Minas, apresentado por Liliana Junger. Participa também do bloco local do Bom Dia Brasil, com Aline Aguiar, e do MG1.
Desde então, passou a fazer parte da escala de plantonistas para apresentação dos telejornais da emissora aos finais de semana e feriados, assim como nas férias ou folgas dos apresentadores titulares, sendo apresentador eventual do MG1 e MG2. É um dos apresentadores mais jovens das emissoras próprias do Grupo Globo, considerando as cinco emissoras de televisão aberta (Belo Horizonte, Brasília, Recife, Rio de Janeiro e São Paulo), tendo estreado no estúdio de um telejornal da emissora aos 25 anos de idade. 
Sua primeira reportagem para o Fantástico foi exibida em outubro de 2019, com a revelação de um esquema de aborto clandestino que funcionava em Belo Horizonte.
Em novembro de 2020, em razão da pandemia de COVID-19, a apresentadora Mara Pinheiro é afastada em razão de sua gravidez, e o MG2 passa a ser apresentado por Liliana Junger. Sérgio passa a apresentar o Bom Dia Minas, acompanhado por Carlos Eduardo Alvim na cobertura do tempo e trânsito.
Em outubro de 2021, com o retorno de Mara para o MG2, após o fim da licença maternidade, Sérgio, Cadu e Liliana passam a formar um trio de apresentadores para o Bom Dia Minas.
Novamente para o Fantástico, Marques entrevistou a cantora e compositora mineira Marina Sena, foi escalado para as coberturas do acidente nos cânions em Capitólio e das fortes chuvas que atingiram a região metropolitana de Belo Horizonte em janeiro de 2022.
Em agosto de 2022, Sérgio Marques e Carlos Eduardo Alvim foram escalados para comandar a inédita transmissão das apresentações de quadrilha do Arraial de Belô. Direto de um estúdio montado na Praça da Estação, em Belo Horizonte, os jornalistas foram responsáveis pela cobertura ao vivo transmitida pelo portal g1, com a participação de Cláudia Mourão, Ernane Fiúza e Iana Coimbra.
Em novembro de 2022, Sérgio foi indicado para concorrer na categoria Melhor Apresentador(a) Local na votação Melhores do Ano 2022 do Portal NaTelinha, do UOL, concorrendo com Casemiro Neto (TV Aratu/SBT Bahia), Isabele Benito (SBT Rio), Marcio Bonfim (TV Globo Nordeste), Mariana Gross (TV Globo Rio) e Reinaldo Gottino (Record SP). Em 10 de dezembro de 2022, foi anunciado que Sérgio venceu a categoria Melhor Apresentador Local do Prêmio Melhores do Ano Na Telinha 2022, com 51,3% dos votos.
Em dezembro de 2023, Sérgio foi homenageado em Sessão Solene na Câmara Municipal de Juruaia, recebendo Medalha de Honra ao Mérito.

## Principais trabalhos
| Ano          | Emissora                    | Programa           | Função                  | Observações                                                                        |
| ------------ | --------------------------- | ------------------ | ----------------------- | ---------------------------------------------------------------------------------- |
| 2015         | PUC TV Minas e TV Horizonte | Esportes Gerais    | repórter e apresentador | dupla com Mariana Xavier                                                           |
| 2015         | PUC TV Minas e TV Horizonte | Espaço PUC         | repórter e apresentador | dupla com Luisa Senna dupla com Lucas Franco (quadro Repórter PUC)                 |
| 2016         | PUC TV Minas e TV Horizonte | Espaço PUC         | repórter e apresentador | dupla com Mariana Xavier dupla com Pablo Nascimento (quadro Repórter PUC)          |
| 2016         | PUC TV Minas e TV Horizonte | Conexão Vestibular | repórter                | programa ao vivo com participação de todos os estagiários da TV Universitária      |
| 2016         | TV Aparecida                | Bem-vindo Romeiro  | repórter                |                                                                                    |
| 2017         | TV Aparecida                | Manhã Leve         | repórter                |                                                                                    |
| 2017-2019    | TV Globo Minas              | Bom Dia Minas      | repórter                | repórter da madrugada                                                              |
| 2019-2020    | TV Globo Minas              | Bom Dia Minas      | coapresentador          | dupla principal com Liliana Junger                                                 |
| 2020-2021    | TV Globo Minas              | Bom Dia Minas      | apresentador            | apresentador do BDMG, dupla com Carlos Eduardo Alvim                               |
| 2021-2023    | TV Globo Minas              | Bom Dia Minas      | apresentador            | trio de apresentação com Liliana Junger e Carlos Eduardo Alvim                     |
| 2023 - atual | TV Globo Minas              | MG1                | coapresentador          | dupla com Aline Aguiar apresentador eventual em plantões e escala de fim de semana |